# Григорово (Лотошинский район)
Григорово — деревня в Лотошинском районе Московской области России.
Относится к Ошейкинскому сельскому поселению, до реформы 2006 года относилась к Кировскому сельскому округу.

## География
На карте Московской губернии Шуберта 1860 года место расположения деревни обозначено как скотный двор Григорово. Находится на правом берегу реки Лоби, примерно в 3 км к югу от районного центра — посёлка городского типа Лотошино, на автодороге Р107 Клин — Лотошино. На территории зарегистрировано одно садовое товарищество. Ближайшие населённые пункты — деревни Астренёво, Мамоново и Ушаково.

## Население
| 2002 | 2006 | 2010 |
| ---- | ---- | ---- |
| 0    | →0   | →0   |